# Antanas Sviderskis
Antanas Sviderskis (* 12. August 1946 in Belvederis, Rajongemeinde Jurbarkas) ist ein litauischer Manager, ehemaliger sowjetlitauischer Politiker und Vizeminister der Landwirtschaft.

## Leben
Von 1963 bis 1967 studierte Antanas Sviderskis am Polytechnikum Klaipėda. Von 1974 bis 1979 absolvierte er das Diplomstudium des Bauingenieurwesens am Kauno politechnikos institutas.
Von 1967 bis 1975 arbeitete er als Ingenieur in Tauralaukis (Rajongemeinde Klaipėda). Von 1981 bis 1984 leitete er als Direktor einen Viehzuchtbetrieb in Agluonėnai bei Klaipėda und von 1985 bis 1989 in Priekulė (Rajongemeinde Klaipėda).
Ab 1989 war Sviderskis Stellvertreter des Landwirtschaftsministers in Sowjetlitauen. Bis 1992 arbeitete er als Vizeminister am Landwirtschaftsministerium Litauens.
Er war Mitglied der „Fronto“ Partija, der Darbo partija und der LSDP.